# Andy Kim
Andrew Kim (Boston, Massachusetts, 1982. július 12. –) amerikai politikus és diplomata, 2024 óta New Jersey szenátora az Egyesült Államok Szenátusában. Korábban, 2019 és 2024 között New Jersey harmadik kongresszusi kerületének képviselője volt az Egyesült Államok Képviselőházában. A Demokrata Párt tagja, 2018-as megválasztása előtt a Külügyminisztériumban dolgozott.
Bostonban született és South Jerseyben nőtt fel, a Chicagói Egyetemen tanult politikát, majd Oxfordban végezte tanulmányait. Ezt követően tanácsadóként dolgozott a Külügyminisztériumban, az Obama-kormány idejében Afganisztánban szolgált. Kim 2018-ban indult először politikai pozícióért, Tom MacArthur ellen, aki nagy erőfeszítést fektetett abba, hogy visszavonja az Obama-kormány alatt létrehozott Affordable Care Act törvénycsomagot. Megválasztása után az első koreai származású képviselő volt, három terminust töltött a házban.
2023 szeptemberében bejelentette, hogy elindul a 2024-es szenátorválasztáson Bob Menendez székéért, aki ellen vádat emeltek korrupció és vesztegetés vádjával. Menendez végül úgy döntött nem indul újra, ellenfele az előválasztáson az állam first ladyje, Tammy Murphy volt. 2024 júniusában lett pártja jelöltje a választásra, ellenfele Curtis Bashaw volt, Kim nyert.